# 徐膺緒
徐膺緒（1372年—1416年3月2日），明朝将领徐达季子（即第四子），嫡母谢氏，生母孙氏。与诸兄一样由朱元璋赐名。

## 生平
洪武二十三年，任尚宝司卿。二十五年，升明威将军、大同中护卫世袭指挥佥事。三十一年，调金吾前卫，三十五年升骠骑将军、中军都督府都督佥事。永乐十四年二月三日逝世，享年四十五。徐膺绪死后与妻子朱氏共同安葬于家族墓地，在徐达墓东侧约40米处，今南京市玄武区太平门外板仓街190号。1983年对徐膺绪夫妇合葬墓做考古清理。

## 家庭
- 妻子朱氏，封夫人[1]，徐膺绪子女是否皆由她所生，已不可考。
- 子六人：徐景珩、徐景璜、徐景璿、徐景瑜、徐景瑛、徐景瑄
- 女二人